# Filippo Fabbri
Filippo Fabbri (Ciudad de San Marino, 7 de enero de 2002) es un futbolista sanmarinense que juega en la demarcación de defensa para el San Marino Calcio de la Serie D.

## Selección nacional
Tras jugar en distintas categorías inferiores de la selección, finalmente hizo su debut con la selección de fútbol de San Marino en un encuentro clasificación para la Copa Mundial de Fútbol de 2022 contra Hungría que finalizó con un resultado de 0-3 a favor del combinado húngaro tras los goles de Ádám Szalai, Roland Sallai y Nemanja Nikolics.

### Goles internacionales
| # | Fecha               | Estadio                                                | Oponente | Gol | Resultado | Competición |
| - | ------------------- | ------------------------------------------------------ | -------- | --- | --------- | ----------- |
| 1 | 25 de marzo de 2022 | Estadio Olímpico de San Marino, Serravalle, San Marino | Lituania | 1–2 | 1-2       | Amistoso    |

## Clubes
| Club                                | País       | Año       | Partidos | Goles |
| ----------------------------------- | ---------- | --------- | -------- | ----- |
| AC Cesena                           | Italia     | 2020-2021 | 0        | 0     |
| SSD Correggese Calcio 1948 (cedido) | Italia     | 2021      | 12       | 0     |
| Forlì FC                            | Italia     | 2021-2022 | 29       | 0     |
| Olbia Calcio 1905                   | Italia     | 2022-2024 | 39       | 2     |
| San Marino Calcio                   | San Marino | 2024-     | 10       | 1     |